# Gustav Aagaard
Carl Gustav Oscar Aagaard, född 18 september 1852 i Sandefjord, död 1927, var en norsk präst och psalmförfattare.
Hans författarskap var först av religiös natur, men han utgav senare romaner, som räknas till underhållningslitteratur med kraftigt moraliserande tendens. Han är också känd för sina psalmer. I Sverige finns han representerad i Svenska Missionsförbundets Sångbok 1920.
Han var bror till författaren Oscar Aagaard (född 1855).

## Psalmer
- Jesus, giv eld i vart hjärta nr 621 i Svenska Missionsförbundets sångbok 1920 översatt av Märta Lagerfelt (född Schubert)